# Plutothrix rugosa
Plutothrix rugosa är en stekelart som beskrevs av Kamijo 2004. Plutothrix rugosa ingår i släktet Plutothrix och familjen puppglanssteklar. Inga underarter finns listade i Catalogue of Life.